# Countdown (chanson)
Pour les articles homonymes, voir Countdown.
 (novembre 2014).
Le contenu est difficilement compréhensible vu les erreurs de traduction, qui sont peut-être dues à l'utilisation d'un logiciel de traduction automatique.
Singles de Beyoncé Knowles
Lift Off
(2011) Love on Top
(2011)
Countdown est une chanson enregistrée par la chanteuse américaine de R'n'B Beyoncé Knowles pour son quatrième album studio, 4, sorti en 2011. Elle est écrite par The-Dream, Shea Taylor, Beyoncé, Ester Dean, Cainon Lamb, Julie Frost, Michael Bivins, Nathan Morris et Wanya Morris. Countdown est une chanson rythmée qui utilise des cors d'harmonie staccato et des steeldrums. L'accroche de la chanson sample le compte à rebours de dix à un de la chanson Uhh Ahh des Boyz II Men avec la voix de Beyoncé qui intercale des paroles supplémentaires entre chaque numéro.
La chanson fuite trois semaines avant la sortie officielle de l'album, prévue le 28 Juin 2011. Countdown est largement diffusé en radio atteignant la 75e place dans le classement américain Hot R&B/Hip-Hop Songs. Beyoncé s'exprime largement sur la conception de Countdown et ses inspirations (le mélenge des genres des années 1970 et 1990, ses expériences en tournée, en voyage, lors de concerts de rock et de festivals.) Les critiques positives saluent l'inclusion de la chanson, qui tranche avec les nombreuses ballades présentes sur l'album. La chanson est souvent comparée à d'autres pistes de Beyoncé comme Get Me Bodied de 2007, Video Phone de 2009 et Check on It de 2005.

## Genèse

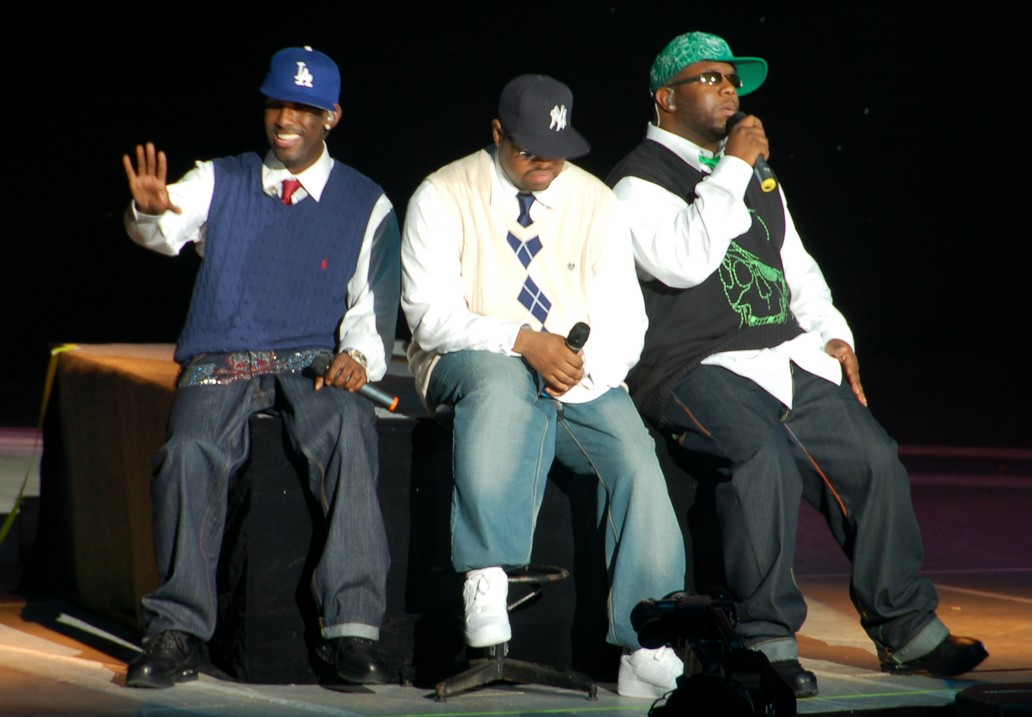
Les Boyz II Men ont été les premiers à inclure les Destiny's Child en tournée comme première partie.

Countdown est composée par The-Dream, Shea Taylor, Beyoncé, Ester Dean, Cainon Lamb, Julie Frost, Michael Bivins, Nathan Morris et Wanya Morris. Elle est produite par Beyoncé, S. Taylor and Lamb. Michael Bivins, Nathan Morris et Wanya Morris sont crédités dans la chanson à cause du sample du compte à rebours de Uhh Ahh interprétée par les Boyz II Men,.
Le 11 mai 2011, Beyoncé organise une soirée d'écoute de l'album à New York où elle joue quatre chansons à un petit groupe de fans. Countdown en fait partie. Beyoncé commente lors de l'avant-première de la chanson : « [Jay-Z] a aimé. Je pense pas qu'il a disséquée, il a dû penser à ce qu'il pourrait faire à la chanson en tant que rappeur. ». Le 7 juin 2011, Party et Countdown fuitent sur le net. Ceci a été suivi d'avis de mises en demeure de l'équipe juridique de Beyoncé, qui ont forcé plusieurs sites d'information à supprimer les liens de téléchargement de la chanson.
Countdown est utilisée dans une publicité pour promouvoir l'édition deluxe de 4, qui est vendu en exclusivité chez Target. Le 16 juin 2011, soit douze jours avant la sortie officielle de 4 aux États-Unis, Beyoncé publie un décompte sur son site officiel avec chaque jour qui est attribué à une piste de l'album,. Le 24 juin 2011, Countdown est la neuvième chanson à être choisie et Beyoncé écrit à propos du processus de création de la chanson : « J'ai vraiment aimé mélanger les années 90 avec les années 70. J'ai mis les deux ensemble et c'était tellement fun de remettre des bridges dans les chansons, toutes les choses que j'aime en musique et que je veux juste entendre à nouveau. »,. La photographie de Countdown dans le livret de l'album a été prise par la photographe allemande Ellen von Unwerth.

## Composition
Countdown est une chanson au rythme enlevé avec une instrumentation avec de cors d'harmonie abondants. La piste sample Uhh Ahh interprétée par le groupe de R'n'B américain Boyz II Men. En comparaison avec des offres semblables pop, Countdown est décrite comme « un mélange de toutes sortes de genres » par Chris Coplan de Consequence of Sound. Countdown a un rythme militaire similaire décousu qui contient les cuivres d'Afrobeat "agités" qui « met un coup au moment où vous entendez quelque chose » qui ressemble aux influences évoquées dans la publicité préalable.  Joey Guerra de The Houston Chronicle note que la chanson partage la même arrogance frénétique club que les anciens hits des Destiny's Child comme Bug aBoo en 1999 et Jumpin', Jumpin' en 2000. La chanson donne le ton pour le reste de l'album avec un clavier en arrière-plan.
Décrite par Ryan Dombal de Pitchfork comme une suite beuglante et avec des bégaiements de Crazy in Love, Countdown comprend des bips de jeux vidéo rappelant Sasha Fierce comme le déclare Jocelyn Vena de MTV News. Beyoncé chante avec une attitude impertinente sur la piste en y mettant un ton futuriste. Matthew Horton de BBC décrit la chanson en ayant une « cacophonie opulente » en le comparant au style musical de M.I.A.. Thomas Conner du Chicago Sun-Times note les cors staccato et les fûts en acier de la chanson en favorisant le compte à rebours en arrière « comme s'il s'agissait des 10 jours dans les clubs ». Ben Cardew de Music Week remarque que ça commence par une émotion latine mais plus tard pleure dans une rave de grosse caisse à 180 BPM.
Décrit comme une « marche de groupe funk » par Adam Markovitz de Entertainment Weekly, Countdown inclut des « non-paroles induisant de la joie » comme « Me and my boof, and my boof boof riding ». Le refrain de la chanson montre une simplicité et une efficacité stupéfiante comme le montrent les paroles « Mon bébé est un 10/Nous nous habillons à neuf/Il passe me chercher à huit/Il me fait sentir si chanceuse à sept/Il m'embrasse dans son six/Nous faisons l'amour en cinq/Pourtant celui que je ne présente quatre/J'essaie de faire un trois/À partir de deux / Il reste l'unique. »,. De plus, Beyoncé fait référence aux Rockets de Houston dans la chanson. Jody Rosen de Rolling Stone note l'âge actuel de Beyoncé et déclare qu'elle appuie sur son âge d'une manière respectueuse dans la chanson comme elle grogne, « Il y a des hauts et des bas dans cet amour/Beaucoup de choses à apprendre de cet amour/Par le bon et le mauvais, on obtient encore l'amour »,. Dombal de Pitchfork apprécie le message de la chanson de 10 ans de loyauté apparente et aussi palpitante que la première fois, avec Beyoncé qui offre à son partenaire un éloge copieux dans ce fameux rap à demi-cadence : « Toujours amoureuse de la façon dont il parle/Toujours amoureux de ma façon de chanter/ Toujours amoureuse de la manière dont il roule les diamants noirs dans cette chaîne. »,.

## Réception critique
Countdown reçoit des avis généralement positifs des critiques dont la plupart trouve qu'il rappelle d'anciennes sorties de Beyoncé mais avec l'addition d'une chanteuse plus mature. Adam Markovitz de Entertainment Weekly favorise la chanson qui présente personne d'autre mais Beyoncé et ajoute que « elle prend sa fidèle freakum dress pour sortir de la naphtaline pour une marche en groupe funk ». Étant donnée la disposition de la chanson dans 4, Thomas Conner de Chicago Sun-Times complimente Beyoncé pour « saisir des objets » avec Countdown que Conner décrit comme une « action d'entretien dans un club ethnique ». Kevin Ritchie de NOW félicite la chanson comme une chanson « cinglé ». Eric Henderson de SLANT décrit la chanson comme un « numéro d'hyperventilation » et plus tard, donne à la piste un avis mitigé en affirmant que cela sonne comme une « parodie des hits plus militants de Beyoncé de la fin de l'ère Destiny's Child ». Henderson favorise après l'échantillon dans la chanson du décompte de Uhh Ahh des Boyz II Men. John Mitchell du Newsroom de MTV nomme la chanson comme la meilleure piste de 4 en déclarant que la chanson est « impossible à résister ». Jocelyn Vena de MTV News appelle Countdown la chanson la plus surprenant de l'album, la comparant avec Check on It de 2005.
En passant en revue 4 lors de la fuite de l'album trois semaines avant la sortie officielle de l'album, Matthew Perpetua de Rolling Stone donne à Countdown un avis positif en décrivant la chanson comme « un fouillis ludique et inventive ». Perpetua déclare que la chanson rappelle Get Me Bodied de B'Day en déclarant que Countdown « échange le rythme nerveux de cette chanson pour un riff en cuivre dense et de fûts en acier remplis ». Ben Cardew de Music Week apprécie la composition de la chanson et complimente Beyoncé pour l'expérimentation dans la chanson en nommant Countdown « la chose la plus curieuse de l'album et presque certainement dans toute la carrière de Beyoncé ». Chris Coplan de Consequence of Sound fait l'éloge de la chanson pour la démonstration du pouvoir d'une Beyoncé épurée et sur les effets « dévastateurs » qu'elle peut avoir et en ajoutant plus tard « vous n'avez que les maths, c'est un gagnant ». Alexis Petridis de The Guardian donne à la chanson un avis positif en déclarant que « il n'y a rien de tel dans les classements ». Gavin Martin de Daily Mirror considère Countdown comme un « candidat pour faire démarquer l'album » en décrivant la chanson comme fringante, drôle et pleine d'idées. Neil McCormick du journal britannique The Daily Telegraph complimente la chanteuse sur la chanson pour « fixer la loi comme une diva disco qui donne des coups avec une balle ».  Ryan Dombal de Pitchfork salue la chanson comme un hommage de la relation de Beyoncé avec son mari Jay-Z.

## Accusations de plagiat
En octobre 2011, Beyoncé est accusée de plagiat par Anne Teresa de Keersmaeker à propos du clip Countdown, qui reprend largement les chorégraphies, les décors et les costumes de deux films tirés de pièces de la chorégraphe flamande : Rosas danst Rosas (1983) et Achterland (1990). La chanteuse réagit par un communiqué où elle admet s'être "inspirée" du travail de Keersmaeker. 

## Ventes
Dans la semaine qui se termine le 2 juillet 2011, Countdown débute dans le  Hot R&B/Hip-Hop Songs de Billboard à la 75e place.
| Classement (2011)                | Meilleure position |
| -------------------------------- | ------------------ |
| Corée du Sud (International)     | 40                 |
| Billboard Bubbling Under Hot 100 | 12                 |
| Billboard Hot R&B/Hip-Hop Songs  | 66                 |

## Crédits et personnel
| - Beyoncé Knowles : Chant, productrice, auteur-compositeur - Alex Asher : trombone - Michael Bivins : auteur-compositeur - Ester Dean : auteur-compositeur - Julie Frost : auteur-compositeur - Cole-Kamen Green : trompette - Serban Ghenea : mixeur - John Hanes : ingénieur mixeur - Ryan Kelly :assistant ingénieur - Lamb : coproduction, auteur-compositeur - Nathan Morris : auteur-compositeur | - Wanya Morris : auteur-compositeur - Terius "The-Dream" Nash : auteur-compositeur - Phil Seaford : assistant ingénieur mixage - Drew Sayers : ténor, saxophone baryton - Shea Taylor : production - Nick Videen : ténor, saxophone - Pete Wolford : assistant ingénieur - Josiah Woodson : trompette - Jordan "DJ Swivel" Young : preneur de son Source: |